# Pepper's Ghost
Pepper's Ghost — шостий студійний альбом англійської групи Arena, який був випущений 17 січня 2005 році.

## Композиції
1. Bedlam Fayre – 6:08
2. Smoke and Mirrors – 4:42
3. The Shattered Room – 9:48
4. The Eyes of Lara Moon – 4:30
5. Tantalus – 6:31
6. Purgatory Road – 7:25
7. Opera Fanatica – 13:06

## Склад
- Клайв Нолан - клавіші
- Мік Пойнтер - барабани
- Роб Сауден - вокал
- Джон Мітчелл - гітара
- Іан Селмон - басс